# Гулійка
Гулі́йка (болг. Гулийка) — село в Кирджалійській області Болгарії. Входить до складу общини Крумовград.

## Населення
За даними перепису населення 2011 року у селі проживали 126 осіб.
Національний склад населення села:
| Національність   | Кількість осіб | Відсоток |
| ---------------- | -------------- | -------- |
| турки            | 92             | 74,2%    |
| болгари          | 5              | 4,0%     |
| цигани           | 0              | 0%       |
| інша             | 12             | 9,7%     |
| не визначились   | 15             | 12,1%    |
| Всього відповіли | 124            |          |

Розподіл населення за віком у 2011 році:
Динаміка населення: